# 라이어 라이어
《라이어 라이어》(영어: Liar Liar)는 미국에서 제작된 톰 셰이디액 감독의 1997년 판타지 코미디 영화이다. 짐 캐리 등이 출연하였고, 브라이언 그레이저가 제작에 참여하였다.

## 줄거리
능력 있는 변호사 플레처 리드는 거짓말을 밥 먹듯이 하며 성공을 쌓아왔지만, 아들 맥스와 전처 오드리를 소홀히 대한다. 맥스의 생일날 플레처가 또다시 약속을 어기고 거짓말을 하자, 맥스는 아빠가 하루 동안 거짓말을 못하게 해달라는 소원을 빌고, 그 소원이 이루어진다.
갑자기 진실만을 말하게 된 플레처는 직장과 개인적인 관계에서 여러 가지 곤란한 상황에 처한다. 직장 동료들과도 사이가 멀어지고, 교통 위반 사실을 모두 자백해 차가 견인되기도 하며, 법정에서도 진실만을 말하게 되어 재판을 유리하게 이끌어가지 못한다.
새로운 의뢰인 서맨사는 이혼 소송에서 큰돈을 뜯어내려는 속물인데, 서맨사의 불륜 상대는 법정에서 거짓말을 할 준비가 되어있지만 플레처는 위증을 사주하지 못한다. 한편 오드리는 플레처에게 실망한 나머지 맥스를 데리고 보스턴으로 이사를 가려 한다.
플레처는 어떻게든 재판을 지연하려 하지만 거짓말을 할 수 없어 번번이 실패한다. 그러다 서맨사의 나이를 알게 된 플레처는 그녀가 미성년자 때 부모 동의 없이 작성한 혼전 합의가 무효임을 밝혀내 승소한다. 하지만 서맨사가 자녀 양육비를 받아내려고 친권까지 주장하자 플레처는 판사에게 판결을 번복해달라고 요청하다가 법정 모욕죄로 수감된다.
오드리가 보스턴으로 떠나기 직전 플레처는 마지막으로 맥스를 보기 위해 공항으로 달려간다. 그는 비행기가 이륙하기 직전 이동식 계단을 몰고 활주로까지 가서 비행기를 멈추는 데 성공하지만 계단에서 추락해 부상을 입는다. 들것에 누운 채로 플레처는 맥스에게 더 많은 시간을 함께 보내겠다고 약속하고, 거짓말을 할 수 있는 능력이 돌아왔지만 진실을 말하는 것이 더 좋다는 것을 깨닫는다. 플레처의 진심을 느낀 오드리는 보스턴 이사를 포기한다.
1년 후 플레처와 오드리는 맥스의 생일을 축하하고, 맥스는 플레처와 오드리가 다시 사귀기를 바라는 대신 롤러스케이트를 갖고 싶어 한다. 영화는 플레처가 이전처럼 맥스와 오드리를 쫓아다니며 장난치는 행복한 모습으로 끝을 맺는다.

## 출연
- 짐 캐리 - 플레처 리드 역
- 모라 티어니 - 오드리 리드 역
- 저스틴 쿠퍼 - 맥스 리드 역
- 케리 엘위스 - 제리 역
- 앤 헤이니 - 그레타 역
- 제니퍼 틸리 - 서맨사 콜 역
- 어맨다 도너호 - 미란다 역
- 제이슨 버나드 - 마셜 스티븐스 판사 역
- 스우시 커츠 - 데이나 애플턴 역
- 미첼 라이언 - 앨런 씨 역
- 칩 메이어 - 케네스 포크 역
- 에릭 피어포인트 - 리처드 콜 역
- 셰리 오테리 - 제인 역
- 벤 레먼 - 랜디 역
- 메리앤 멀럴라일리 - 베리 씨 역
- 크리스타 앨런 - 승강기를 탄 여성 역
- 돈 키퍼 - 법원 거지 역

## 기타 제작진
- 배역: 주니 라우리 존슨, 론 서마
- 미술: 린다 더세나
- 의상: 주디 L. 러스킨

## 우리말 녹음
| KBS 성우진 (2001년 9월 8일) - 김환진 - 플레처(짐 캐리) - 문선희 - 오드리(모라 티어니) - 유지영 - 맥스(저스틴 쿠퍼) - 임수아 - 그레타(앤 헤이니) - 성병숙 - 서맨사(제니퍼 틸리) - 김옥경 - 미란다(어맨다 도너호) - 황원 - 스티븐스 판사(제이슨 버나드) - 최수민 - 데이나(스우시 커츠) / 선생님(호프 앨런) - 유영환 - 프레드(앤서니 리) - 안종익 - 리처드(에릭 피어포인트) - 장승길 - 제리(케리 엘위스) / 회장(미첼 라이언) / 노숙자(돈 키퍼) - 성창수 - 증인(랜디 오글즈비) - 전인배 - 경찰(스티븐 제임스 카버) | EBS 제작진 (2021년 5월 23일) - 프로듀서: 이선희 - 번역: 박선영 - 감수: 김동수 - CG: 조운경 - 편집: 김정수 - 우리말 연출: 강민화 - 기획: EBS - 우리말 제작: 벼리기획 |  |